# ماونت میگز (آلاباما)
ماونت میگز (به انگلیسی: Mount Meigs) یک منطقهٔ مسکونی در ایالات متحده آمریکا است که در شهرستان مونتگومری، آلاباما واقع شده‌است.